# 斯托克頓 (新澤西州)
斯托克頓（英語：Stockton）是位於美國新澤西州亨特登縣的自治市鎮。

## 人口
根據2020年美國人口普查的數據，斯托克頓的面積為1.61平方千米，當中陸地面積為1.41平方千米，而水域面積為0.19平方千米。當地共有人口495人，而人口密度為每平方千米307人。